# Province d'Alsace
Cet article concerne la province française. Pour les autres significations du nom Alsace, voir Alsace (homonymie).
1648–1790
(142 ans)
Entités précédentes :
- Saint-Empire
(Grand-Bailliage d'Alsace et villes impériales de la Décapole)
- Archiduché d'Autriche
(Autriche antérieure)
- Landgraviat de Haute-Alsace
- Landgraviat de Basse-Alsace
- Baronnie de Fleckenstein
- Comté de Dabo
- Comté de Hanau-Lichtenberg
- Comté de la Petite-Pierre
- Seigneurie de Ribeaupierre
- Principauté de Murbach
- Principauté épiscopale de Strasbourg
- Ville impériale libre de Strasbourg
- plusieurs autres seigneuries[note 2]

Entités suivantes :
- Royaume de France (Bas-Rhin, Haut-Rhin)

La province d'Alsace ou simplement, en l'absence d'équivoque, l'Alsace, est une ancienne province française, intégrée progressivement au royaume de France à partir de 1648, et existant jusqu’à la Révolution française de 1789.
La Haute-Alsace est rattachée au territoire français en vertu des traités de Westphalie de 1648. Les acquisitions territoriales de Louis XIV dans la plaine d’Alsace se poursuivent jusqu’à la fin du XVIIe siècle. Les dix villes impériales de la Décapole sont annexées en 1679, puis l'ensemble des seigneuries de Basse-Alsace en 1680 à travers la politique des Réunions. La conquête s'achève par la capitulation de Strasbourg en 1681 et la reconnaissance du Rhin comme frontière de la France lors du traité de Ryswick de 1697.
La province d’Alsace se constitue ainsi au sein de la monarchie française qui la dote d'institutions. Elle est à la fois un gouvernement et une intendance. Elle dépend d’abord du secrétaire d'État des Affaires étrangères, avant de passer sous l'autorité de celui de la Guerre en 1673. La province ne doit pas être confondue avec la généralité de Strasbourg, créée en 1689 et couvrant le même territoire.
En matière de fiscalité, l'Alsace est un pays de salines. En matière douanière, elle est une province à l'instar de l'étranger effectif : elle peut commercer librement avec l'étranger mais paye des droits pour les échanges avec les autres provinces françaises. En matière judiciaire, l'Alsace ne ressort pas d'un parlement mais du Conseil souverain d'Alsace, qui est la cour souveraine de la province. Dépourvue d'états provinciaux, l'Alsace est un pays d'imposition. Une assemblée provinciale est créée en 1787 dans la cadre des réformes de la fin de l'Ancien Régime.
La province disparaît par le décret de la division de la France en départements : elle est ainsi remplacée par le Bas-Rhin et le Haut-Rhin en 1790.